# MobileMe
MobileMe (voorheen iTools en .Mac) was een abonnementsdienst van Apple Inc. met een verzameling software en diensten. Alle diensten werden geleidelijk overgebracht naar het kosteloze iCloud-platform.

## Beschrijving
De abonnementsdienst startte op 5 januari 2000 onder de naam iTools als een verzameling software voor gebruikers van Mac OS 9. Op 17 juli 2002 werd de naam aangepast naar .Mac en werd vanaf dat moment een betaalde dienst. De naam werd opnieuw aangepast naar MobileMe op 9 juli 2008, waarbij de dienst werd uitgebreid voor de iPhone, iPod touch en Microsoft Windows.
Op 12 oktober 2011 lanceerde Apple iCloud als vervanging voor MobileMe.
MobileMe werd beëindigd op 30 juni 2012.

## Diensten
ITools en .Mac zijn ontworpen als internetdiensten voor Mac-gebruikers. Alle gebruikers konden beschikken over een e-mailadres dat eindigde op @me.com. Met de uitbreiding naar MobileMe werd de e-mail ook beschikbaar voor Windows en niet langer exclusief voor Mac-toepassingen als Mail en iCal.
Een overzicht van aangeboden diensten:
- Backup
- Find My iPhone
- Gegevensopslag
- Contactenlijst
- Agenda
- Publieke fotogalerij
- iDisk
- iWeb
- Webapplicaties
- iChat
- Synchroniseren met pc